# Young Guns II - La leggenda di Billy the Kid
Young Guns II - La leggenda di Billy the Kid (Young Guns II) è un film del 1990 diretto da Geoff Murphy, sequel di Young Guns - Giovani pistole del 1988. Il film mantiene lo stesso cast del precedente film: Emilio Estevez, Kiefer Sutherland, Lou Diamond Phillips, Christian Slater, e vede la partecipazione di William Petersen nel ruolo di Pat Garrett.
La trama del film segue la vita di Billy the Kid (interpretato da Emilio Estevez) negli anni che seguirono alla guerra del bestiame della contea di Lincoln, durante la quale Billy era parte dei "Regolatori" — un gruppo di sei abili pistoleri in cerca di vendetta per John Tunstall — e gli anni che precedettero la sua morte. Il film è raccontato da Brushy Bill Roberts, un uomo che negli anni quaranta dichiarò di essere il vero Billy the Kid.
Benché il film non sia del tutto fedele alla realtà storica, vengono riportati alcuni degli eventi più importanti relativi alla morte di Billy secondo le documentazioni, incluso il discorso con il governatore Lew Wallace, la sua cattura per via dell'amico Pat Garrett che lo tradì, e la sua fuga.

## Trama
Nel 1950, l'avvocato Charles Phalen viene contattato da un anziano di nome "Brushy Bill" Roberts. Brushy Bill dice a Phalen che sta morendo e vuole ricevere un perdono che gli è stato promesso 70 anni prima dal governatore del New Mexico, sostenendo di essere davvero William H. Bonney alias "Billy The Kid", che "tutti" sanno essere stato ucciso da Pat Garrett nel 1881. Phalen quindi chiede se Bill ha qualche prova che è il famoso fuorilegge. La storia di Brushy Bill inizia con i restanti Regolatori che si sono separati. Billy è entrato a far parte di una nuova banda con "Arkansas" Dave Rudabaugh e Pat Garrett. Il governatore del New Mexico ha emesso mandati per gli arresti di coloro che sono coinvolti nelle guerre della contea di Lincoln, tra cui Billy, Doc Scurlock e Jose Chavez y Chavez, che vengono trascinati in città e incarcerati in attesa di impiccagione.
Nel frattempo, Billy incontra il nuovo governatore Lew Wallace che accetta di perdonare Billy se testimonia contro la fazione Dolan-Murphy. Ben presto Billy scopre di essere stato ingannato per essere stato arrestato senza alcuna possibilità di testimoniare contro i suoi vecchi nemici. Dopo essere fuggito, Billy, con l'aiuto di Rudabaugh e Garrett, posa come un linciaggio per far uscire Doc e Chavez dalla prigione. Quando la banda sfugge con successo a Lincoln, Billy menziona il Merlo messicano (un sentiero rotto solo pochi altri e sa che porta in Messico). Garrett decide di non andare con la banda e invece apre una pensione. Rudabaugh, chiaramente in competizione con Billy, vuole guidare la banda. Mentre corrono verso il confine insieme al contadino Henry William French e al 14enne Tom O'Folliard, il barone del bestiame John Simpson Chisum e il governatore Wallace si avvicinano a Garrett per offrirgli il lavoro come sceriffo della Contea di Lincoln e $ 1000 per usare tutte le risorse di cui ha bisogno per dare la caccia a Bonney e ucciderlo. Garrett è d'accordo, e formando un gruppo, inizia la sua ricerca della banda. Chisum è stato avvicinato da Billy nel film e Chisum ha rifiutato di aiutare. Quindi, Billy ruba alcuni dei suoi bovini per ottenere denaro che possono usare per arrivare in Messico.
Billy e la banda arrivano presto nella città di White Oaks, dove incontrano l'ex compagna, Jane Greathouse, che gestisce un bordello locale. Più tardi quella notte, la folla del linciaggio della città viene per la banda ed è intenzionata a impiccarli. Il deputato Carlyle cerca di negoziare un accordo, proponendo la consegna del "l'indiano" (Chavez) in cambio di una fuga sicura per gli altri. Billy rifiuta l'offerta e spinge il deputato fuori dalla porta, che viene poi accidentalmente ucciso dalla folla del linciaggio. Garrett presto rintraccia Billy al bordello, ma è troppo tardi. In risposta ai rifiuti di Jane, Garrett usa il suo nuovo potere come sceriffo della Contea di Lincoln per dichiarare il suo bordello una "casa del peccato", e lo brucia. Jane decide di spogliarsi nuda per umiliare i cittadini e lasciare la città. Nel frattempo, Billy e la sua banda vengono continuamente rintracciati dal gruppo di Garrett, sfuggendo di poco alla cattura, ma Tom (scambiato per Billy) viene presto ucciso da Garrett. Mentre si nascondono, Billy ammette che il Merlo messicano non esiste; era solo una pedina per riunire la banda e continuare a cavalcare. Doc è arrabbiato e cerca di andarsene a casa, ma viene colpito da uno degli uomini di Garrett e si sacrifica per consentire ai suoi amici di sfuggire a un'imboscata.
Billy the Kid viene presto riportato a Lincoln da Garrett e viene condannato a morte per impiccagione. Viene quindi visitato da Jane Greathouse, che organizza di lasciare una pistola in una latrina. Billy usa la pistola per uccidere due guardie e fugge nell'Old Fort Sumner. Quando arriva, Dave ha abbandonato il gruppo per recarsi in Messico e Chavez sta morendo per una ferita da proiettile subita durante l'imboscata che ha ucciso Doc. Durante la notte, Garrett trova Billy disarmato. Billy chiede a Garrett di lasciarlo correre in Messico e dire alle autorità che lo ha ucciso. Garrett rifiuta perché ritiene che Billy non sarebbe in grado di resistere al ritorno negli Stati Uniti (il che porterebbe alla morte di Garrett per aver mentito). Billy si gira, costringendo Garrett a sparargli alla schiena, cosa che non fa. Al mattino, viene messa in scena una falsa sepoltura per Billy, e il cavallo di Garrett viene visto catturato da una figura sconosciuta (implicito essere Billy). Brushy Bill ammette di non aver mai rubato un cavallo a qualcuno che non gli piaceva, e ammette inoltre che non gli piaceva solo Garrett, lo amava. Phalen, convinto che Brushy Bill sia Billy the Kid, accetta di aiutarlo.
L'epilogo rivela che l'Arkansas Dave fu decapitato quando raggiunse il Messico per scoraggiare altri fuorilegge dall'attraversamento del confine; Il libro di Garrett che descriveva dettagliatamente la sua ricerca di Billy fu un triste fallimento e alla fine lo stesso Garrett fu ucciso nel 1908; Brushy Bill si incontrò con il governatore del New Mexico, ma nonostante la conferma di diversi amici sopravvissuti del Kid, fu screditato e morì meno di un mese dopo; se Brushy Bill fosse o meno Billy the Kid rimane un mistero. Il colpo finale mostra a Billy che punta la sua pistola verso un bersaglio fuori dallo schermo, dicendo al bersaglio "Ti renderò famoso".

## Riconoscimenti
- Golden Globe 1991: migliore canzone

## Collegamenti con altri film
James Coburn, interprete di John Chisum, ebbe il ruolo di Pat Garrett in Pat Garrett e Billy Kid.

## Curiosità
Il film viene citato nel quinto episodio della quinta stagione della serie tv Cobra Kai.